# Phyllanthus niruri
Phyllanthus niruri là một loài thực vật có hoa trong họ Diệp hạ châu. Loài này được L. miêu tả khoa học đầu tiên năm 1753.

## Hình ảnh

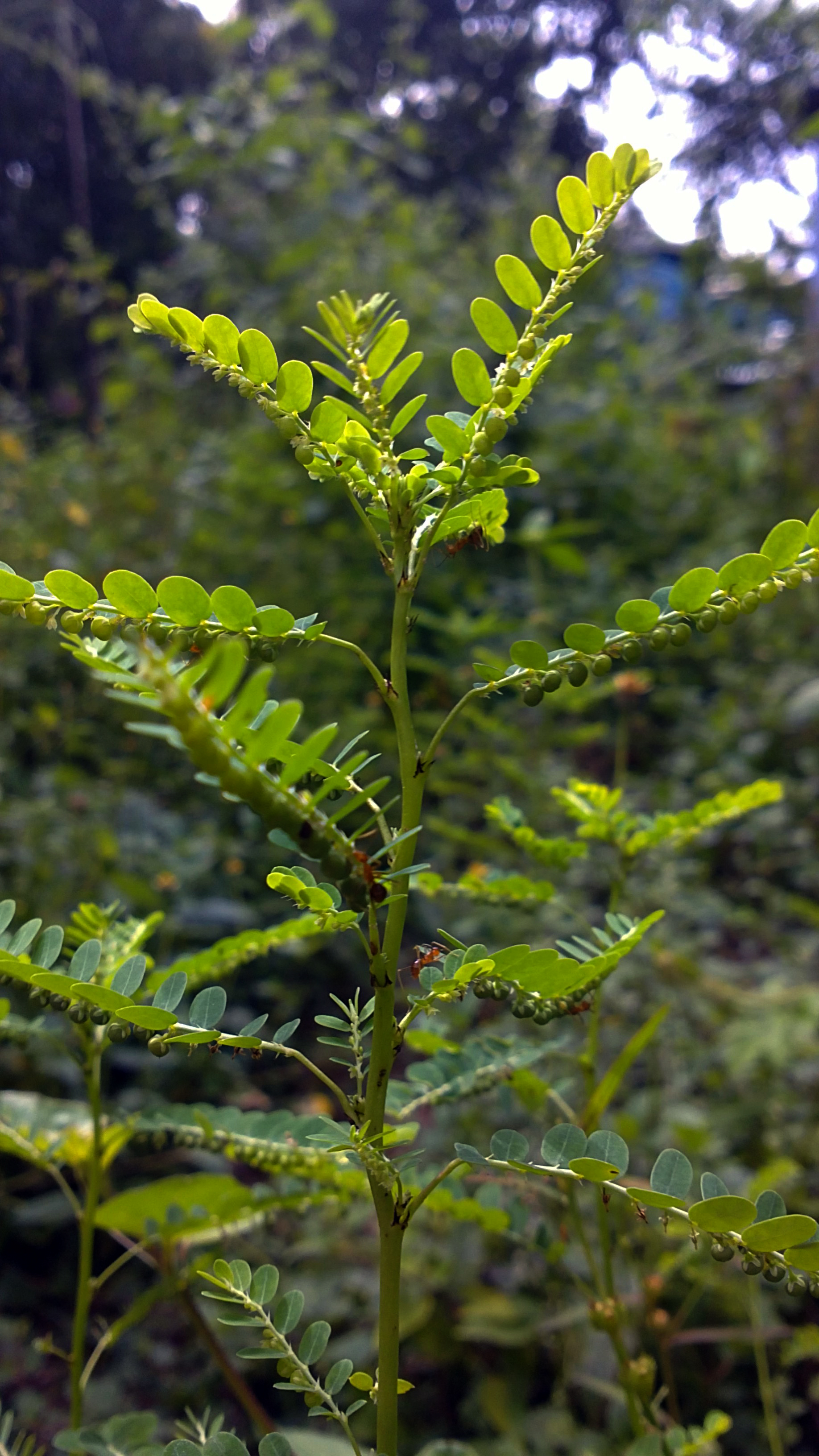
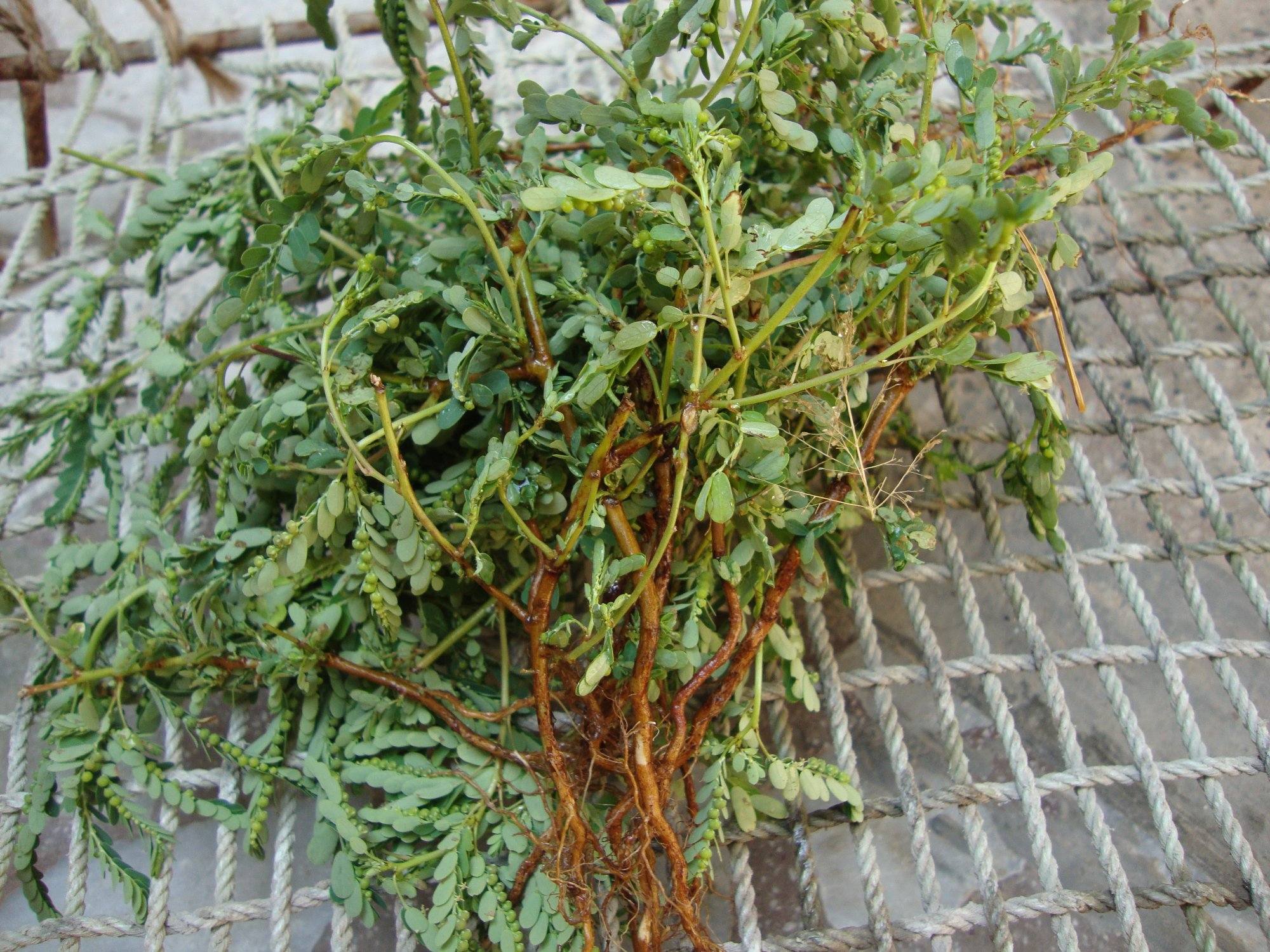
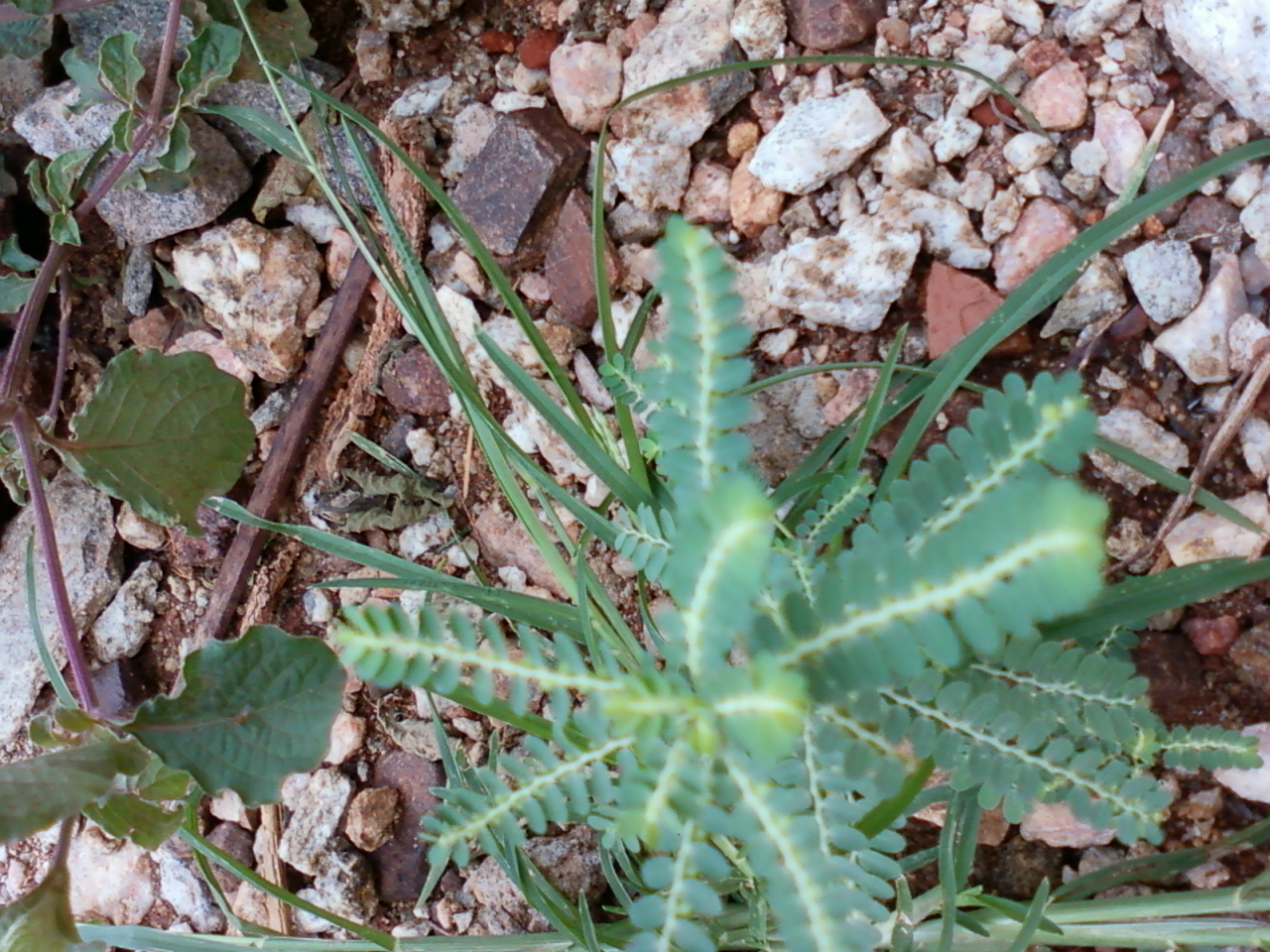
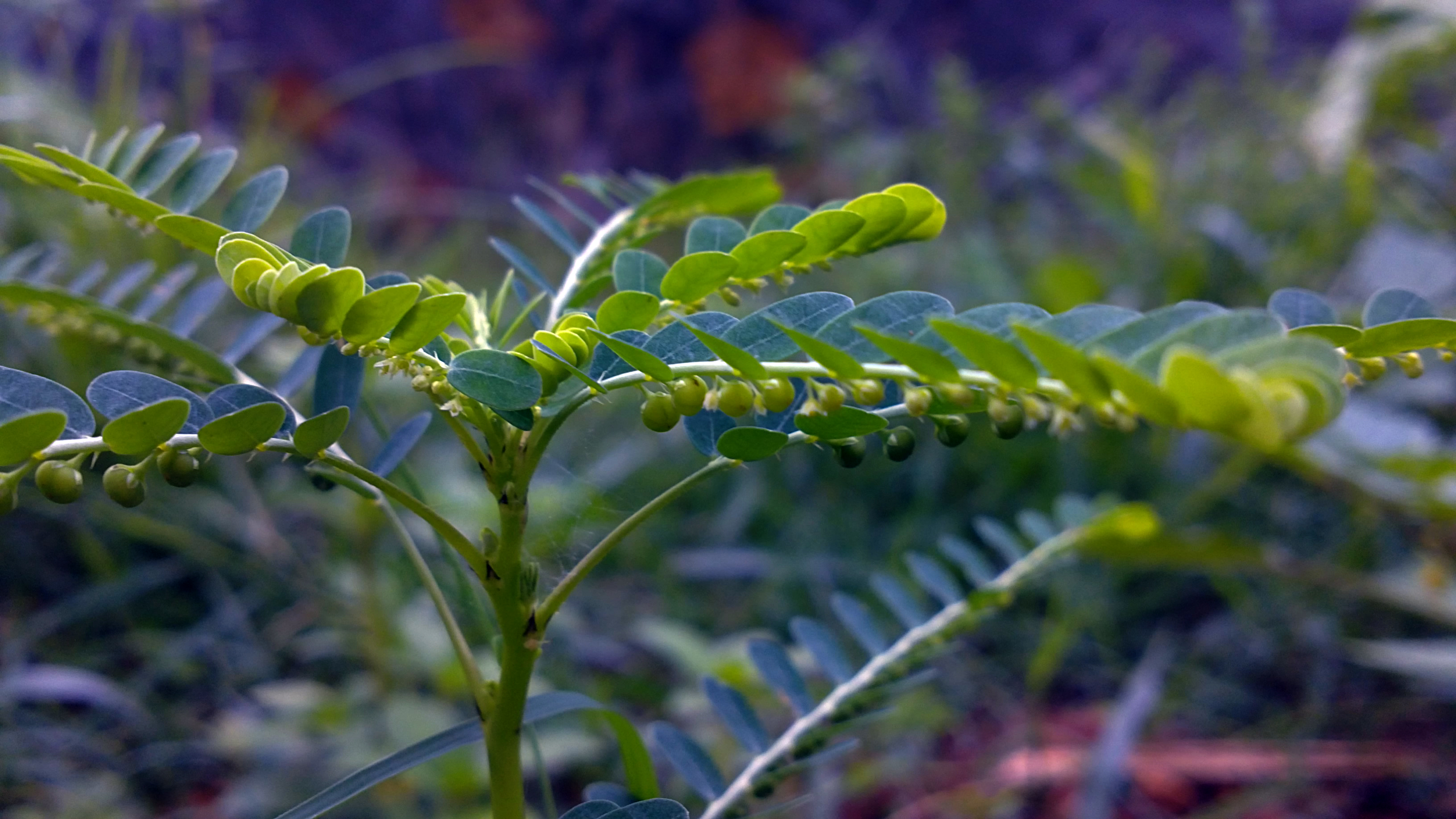